# 金银湖站
金银湖站位于中华人民共和国湖北省武汉市东西湖区，是武汉地铁6号线的地铁车站。原名为假日广场站。

## 车站结构
车站位于金山大道与金银湖路交汇处，沿金山大道敷设。

### 楼层分布
| 地面     | 地面               | 出入口                               |  |  |
| 地下一层 | 站厅               | 售票机、客服中心、武漢通充值、洗手間 |  |  |
| 地下二层 |                    | █ 6号线 往新城十一路（金银湖公园）   |  |  |
|          | 岛式站台，左侧开门 |                                      |  |  |
|          |                    | █ 6号线 往东风公司（园博园北）       |  |  |

### 車站出口
|                                                 |      |                                                                                   |
| 出口編號                                        | 設施 | 建議前往的目的地                                                                  |
| A                                               |      | 香港路 金銀湖路、金銀湖南一街、武漢海關、金湖天地、東方海棠花園                   |
| B                                               |      | 金山大道 金銀湖路、環湖東路、武漢海事法院、武漢紐賓凱金銀湖國際酒店、萬科四季花城 |
| C                                               |      | 金銀湖路 金山大道、歐亞廣場、歐亞會展國際酒店                                     |
| D                                               |      | 金山大道 金銀湖路、金銀湖北一街、中國航天三江集團                                 |
| 注： 設有升降機 \| 設有輪椅升降台 \| 設有洗手間 |      |                                                                                   |

## 运营信息
- 6号线首末班车时间

## 鄰近地點
武汉海关、金银湖、纽宾凯金银湖国际酒店、欧亚会展国际酒店、金湖天地、东方海棠花园、万科四季花城、中国航天科工集团第四研究院等。

### 内部链接
- 武汉地铁车站列表